# Epipleoneura pallida
Epipleoneura pallida là loài chuồn chuồn trong họ Protoneuridae. Loài này được Rácenis mô tả khoa học đầu tiên năm 1960.